# Круті Горби
Кру́ті Горби́ — село в Україні, у Таращанській міській громаді Білоцерківського району Київської області. Населення становить 481 особу (станом на 01.01.2022 р.).
Найвища точка Київської області знаходиться справа від «черешеньки». 272.7 метрів над рівнем моря.

## Населення

### Мова
Розподіл населення за рідною мовою за даними перепису 2001 року:
| Мова       | Кількість | Відсоток |
| ---------- | --------- | -------- |
| українська | 718       | 98.76 %  |
| російська  | 8         | 1.10 %   |
| вірменська | 1         | 0.14 %   |
| Усього     | 727       | 100 %    |

## Географія
Селом тече річка Свись.

## Відомі люди
- Давидчук Влас Парфенович — козак 2-ї бригади 4-ї Київської дивізії Армії УНР, Герой Другого Зимового походу
- Циганок Сергій Анатолійович (1974—2015) — полковник Збройних сил України, учасник російсько-української війни.
- Сулицький Сава — лейтенант[джерело?].